# Neomorphus radiolosus
Neomorphus radiolosus là một loài chim trong họ Cuculidae.